# Microlynchia
Microlynchia là một chi ruồi hút máu thuộc họ ruồi rận Hippoboscidae. Có 4 loài. Các loài này đều ký sinh trên chim.

## Phân bố
Tìm thấy từ Bắc tới Trung Mỹ, một phần của Bắc Mỹ, Quần đảo Galápagos.

## Phân loại
- Chi Microlynchia Lutz, 1915

- Nhóm loài 'a'

- Microlynchia crypturelli Bequaert, 1938
- Microlynchia furtiva Bequaert, 1955
- Microlynchia pusilla (Speiser, 1902)

- Nhóm loài 'b'

- Microlynchia galapagoensis Bequaert, 1955